# Dermestes gerstaeckeri
Dermestes gerstaeckeri là một loài bọ cánh cứng trong họ Dermestidae. Loài này được Dalla Torre miêu tả khoa học năm 1911.